# Динево
Ди́нево (болг. Динево) — село в Хасковській області Болгарії. Входить до складу общини Хасково.

## Населення
За даними перепису населення 2011 року у селі проживали 719 осіб.
Національний склад населення села:
| Національність   | Кількість осіб | Відсоток |
| ---------------- | -------------- | -------- |
| цигани           | 373            | 52,4%    |
| болгари          | 333            | 46,8%    |
| турки            | 3              | 0,4%     |
| Всього відповіли | 712            |          |

Розподіл населення за віком у 2011 році:
Динаміка населення: